# Linyphia octopunctata
Linyphia octopunctata là một loài nhện trong họ Linyphiidae.
Loài này thuộc chi Linyphia. Linyphia octopunctata được Ralph Vary Chamberlin & Wilton Ivie miêu tả năm 1936.